# Gregg Popovich
Gregg Charles Popovich, född 28 januari 1949 i East Chicago i Indiana, är en amerikansk baskettränare. Han är huvudtränare för NBA-laget San Antonio Spurs sedan 1996.

## Lag
- Air Force (1973–1979, NCAA I, assisterande)
- Pomona-Pitzer (1979–1987, NCAA III)
- San Antonio Spurs (1988–1992, assisterande)
- Golden State Warriors (1992, assisterande)
- San Antonio Spurs (1996–2025)

## Fotnoter
1. ↑  Encyclopædia Britannica, Encyclopædia Britannica Online-ID: biography/Gregg-Popovichtopic/Britannica-Online, läst: 9 oktober 2017.[källa från Wikidata]
2. ↑  College Basketball at Sports-Reference.com, läst: 28 juli 2020.[källa från Wikidata]
3. ↑  RealGM, RealGM basketbolltränar-ID: 1536, läst: 4 april 2022.[källa från Wikidata]